# 岳宣义
岳宣义（1942年12月—），别名煊一，字望岳、如萱，笔名南江村、马鸣苍穹、马鸣等，男，四川南江人，中国人民解放军少将、诗人、政治人物，中共党员。岳飞第二十九世孙。

## 生平
1962年参军。1975年开始发表文学作品。1979年率部参加中越战争。历任营部书记、秘书、干事，团政治处股长、主任，团政委，师政治部主任，集团军政治部主任，河南省军区政委，济南军区政治部副主任等。1998年参加长江抗洪。
1999年后任中央纪委驻司法部纪律检查组组长、部党组成员，第九届全国人大代表，中央纪检委员会委员。2003年赴青海省防治非典。
2003年入中国作家协会。又为中国诗歌协会、中华诗词学会会员。

## 作品
著有诗集《衔吴钩的和平鸽》、《马鸣苍穹》、《香江灯火》。